# Cenochromyia guttata
Cenochromyia guttata är en tvåvingeart som beskrevs av Hermann 1912. Cenochromyia guttata ingår i släktet Cenochromyia och familjen rovflugor. Inga underarter finns listade i Catalogue of Life.